# Tarciana Medeiros
Tarciana Paula Gomes Medeiros (Campina Grande, 11 de dezembro de 1978) é uma administradora brasileira e atual presidente do Banco do Brasil, nomeada pelo presidente Luiz Inácio Lula da Silva.

## Formação
É pós-graduada em administração e negócios pela Pontifícia Universidade Católica do Rio Grande do Sul.

## Carreira
Tornou-se funcionária concursada do banco no ano 2000. 
Em 2017, foi qualificada pelo Programa de Ascensão Profissional de Executivos do BB e entre 2015 e 2017, liderou a Superintendência Comercial da BB Seguros, onde desenvolveu modelos estratégicos de negócios. Em 2018, assumiu a Superintendência Executiva Comercial da BB Seguros. 
No ano seguinte, tornou-se executiva na Diretoria de Soluções em Empréstimos e Financiamentos. 
O ápice de sua carreira na instituição deu-se em 2023, quando foi nomeada presidente, tornando-se a primeira mulher a ocupar a presidência na história bicentenária do banco.
Em 6 de dezembro de 2023, ela foi eleita uma das mulheres mais poderosas do mundo em ranking divulgado pela revista Forbes, dos Estados Unidos, tendo sido a única brasileira indicada.